# Retrum
Retrum es una novela rosa y de misterio de Francesc Miralles. Fue publicada en 2010, está escrita en primera persona y fue traducida a ocho idiomas. Contó con una secuela, Retrum 2: la nieve negra.
Se desarrolla principalmente en Teià, pueblo de un municipio de Barcelona, y en distintos distritos de la misma.

## Sinopsis
Cuenta la historia del joven Christian (Retrum), quien vive devastado por la muerte de su hermano gemelo Julián, de la cual se siente profundamente culpable, y razón por la que su madre les abandona a su padre y a él, yéndose a vivir a América.
Con su nuevo aletargado padre, Christian trata de continuar con su vida intentando pasar desapercibido entre sus compañeros del colegio y vecinos, hasta que conoce a Alexia y a sus compañeros Robert y Lorena, a quienes se suele referir a lo largo de la primera parte como los pálidos. Estos le muestran la organización que han creado, Retrum.

## Estructura
La novela se divide en cinco partes, cada cual subdividida en capítulos cortos no numerados de tres o cuatro páginas, que comienzan siempre con una cita de alguna canción, obra literaria o refrán, a menudo relacionados con la muerte o con la temática oscura característica del libro.

## Temática
A lo largo de las dos primeras partes, el protagonista, Christian, logra superar el trágico fallecimiento de su hermano enamorándose de Alexia, una joven que conoce de casualidad una noche cerca del cementerio del pueblo en el que vive y con la cual forja una relación que va más allá de la muerte. Un segundo suceso trágico da paso a la tercera parte, en la que Christian debe desvelar el misterio que rodea una muerte.